# Peiraikos Syndesmos
El Peiraikos Syndesmos (grec: Πειραϊκός Σύνδεσμος), també escrit Piraikos Syndesmos, és un club esportiu grec de la ciutat d'El Pireu.

## Història
És un dels clubs esportius grecs més antics fundat el 1894. Fou un dels membres fundadors del SEGAS. Fou la primera entitat en tenir secció de futbol al Pireu, i guanyà la lliga grega el 1923.
La secció de basquetbol va ser fundada el 1935. La secció de voleibol nasqué el 1929.

## Seccions actuals
- Peiraikos B.C. (basquetbol)
- Peiraikos V.C. (voleibol)
- Peiraikos Atletisme

En el passat va tenir seccions de futbol, natació, handbol i waterpolo.

## Palmarès
Futbol
- Lliga grega de futbol:
  - 1923

- Copa grega de futbol:
  - 1910

Basquetbol femení
- Lliga grega de bàsquet femenina:
  - 1969, 1970

Atletisme
- Campionat grec:
  - 1935

Waterpolo
- Lliga grega de waterpolo:
  - 1923[7]